# Telfairia
Telfairia es un género con cinco especies de plantas fanerógamas perteneciente a la familia Cucurbitaceae. Es el único género de la subtribu Telfairiinae. Es nativo de África y tiene especies de importancia en la alimentación humana en este continente.

## Especies
| - Telfairia africana (Delile) A.Chev. - Telfairia batesii Keraudren - Telfairia occidentalis Hook.f. - Telfairia pedata Hook. - Telfairia volubilis Newm. ex Hook. |

## Sinonimia
- Joliffia Bojer ex Delile